# Tenna (Grisones)
Tenna era una comuna suiza del cantón de los Grisones, situada en el distrito de Surselva, círculo de Safien. Limitaba al norte con las comunas de Valendas y Versam, al este con Valendas, al sureste y sur con Safien, y al oeste con Riein. El 1 de enero de 2013 se fusionó con las antiguas comunas de Valendas, Versam y Safien para constituir la nueva comuna de Safiental.

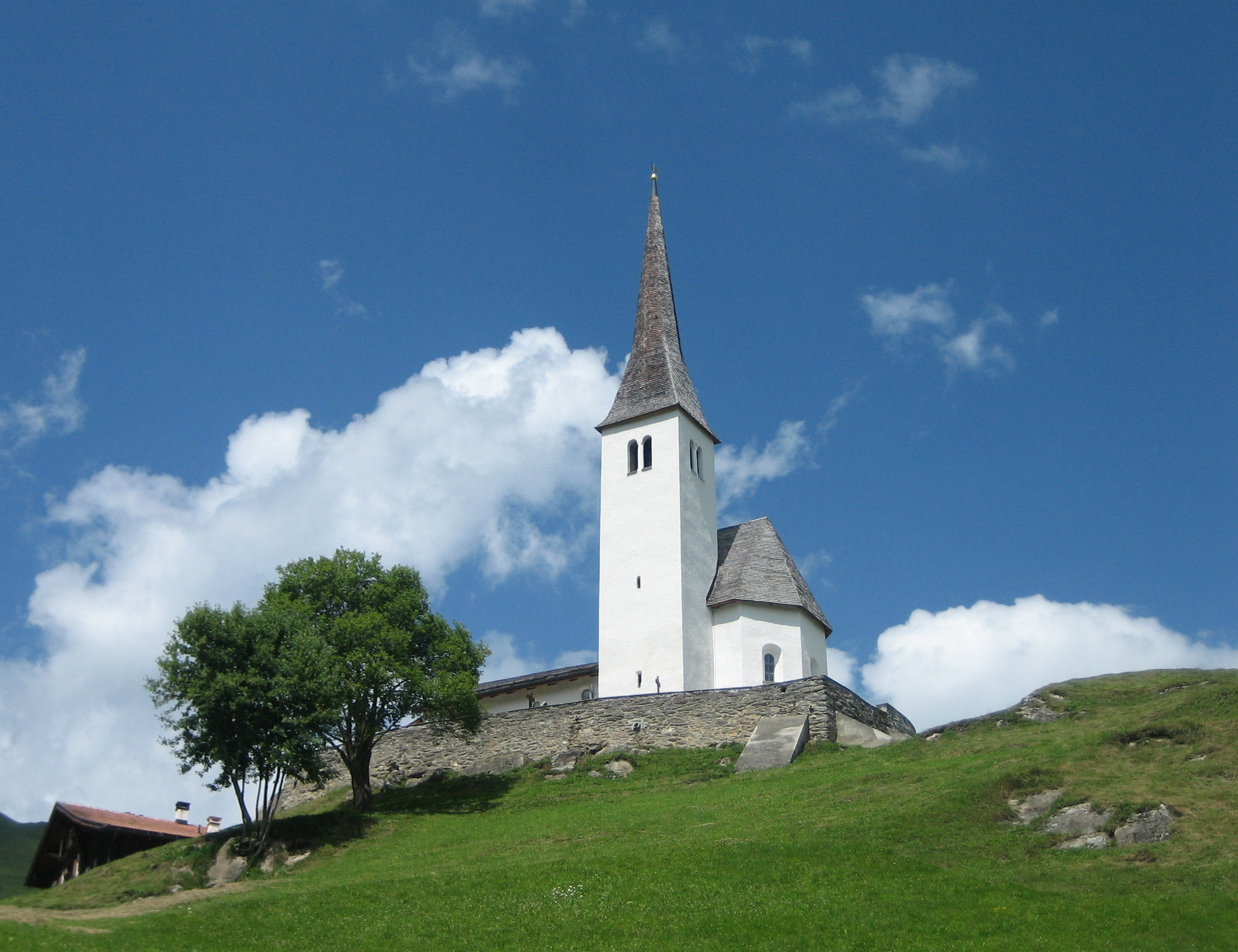
Iglesia protestante de Tenna.